# Krume Kepeski

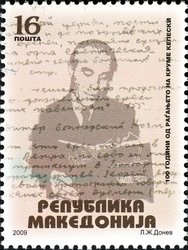
Krume Kepeski (Mazedonien, 2009)

Krume Kepeski (in kyrillischer Schrift Круме Кепески; * 8. April 1909 in Prilep; † 3. November 1988 in Skopje) war ein jugoslawischer Linguist.

## Leben
Kepeski schloss 1935 an der Universität Belgrad sein Studium der Philologie ab. Er war der Autor des ersten Buches über die Grammatik der mazedonischen Sprache, das erstmals 1946 erschien, jedoch eine Reihe von Mängeln aufwies und nicht signifikant zur Entstehung einer Sprachnorm beitragen konnte. Später war er Professor an der Pädagogischen Akademie Skopje. Er übersetzte literarische Werke aus dem Russischen sowie aus mehreren südslawischen Sprachen ins Mazedonische. Gemeinsam mit Šaip Jusuf veröffentlichte er 1980 die erste Grammatik des von Roma in Jugoslawien gesprochenen Romani.
Nach Krume Kepeski ist eine Grundschule in Skopje benannt.

## Schriften
- Prilepski govor (Die Mundart von Prilep), 1941, Neuauflage 1993.
- Makedonska gramatika (Mazedonische Grammatik), 1946, 3. erweiterte Auflage 1950.
- mit Šaip Jusuf: Romani gramatika = Romska gramatika (Romani-Grammatik, zweisprachig in Romani und Mazedonisch), 1980.